# فطر الصوفان
فطر الصُوفان أو فطر الصوفات أو فطر الحافر (Fomes fomentarius)  هو نوع من ممرضات النبات الفطرية الموجودة في أوروبا وآسيا وأفريقيا وأمريكا الشمالية.